# 阿马特兰·德克察尔科亚特尔
阿马特兰·德克察尔科亚特尔（西班牙語：Amatlán de Quetzalcóatl），或称羽蛇神阿马特兰，简称阿马特兰，是一个位于墨西哥莫雷洛斯州特波斯特兰市镇的社区，距离特波斯特兰政府所在地15分钟路程，距离墨西哥城1小时路程，距离莫雷洛斯州州府库埃纳瓦卡30分钟路程。它的名字意思是榕树之地，据说传说中的英雄神羽蛇神克察尔科亚特尔就是在这里诞生的。

## 名称
阿马特兰这个名称来自纳瓦特尔语 amatl“阿马特树（无味榕）”和 tlan“地方”。